# Heterovonones
Genre
Heterovonones est un genre d'opilions laniatores de la famille des Cosmetidae.

## Distribution
Les espèces de ce genre se rencontrent au Mexique et à Cuba.

## Liste des espèces
Selon World Catalogue of Opiliones (25/07/2021) :
- Heterovonones incrassatus (Pickard-Cambridge, 1904)
- Heterovonones insularis Roewer, 1947

## Publication originale
- Roewer, 1912 : « Die Familie der Cosmetiden der Opiliones-Laniatores. » Archiv für Naturgeschichte, vol. 78, no 10, p. 1–122 (texte intégral).